# The Social Network
The Social Network (conocida como Red social en Hispanoamérica y La red social en España) es una película biográfica dirigida por David Fincher, estrenada el 24 de septiembre de 2010, en el Festival de Cine de Nueva York. Esta narra un drama de tribunales, sobre las implicaciones morales del entonces ascendente Mark Zuckerberg (interpretado por Jesse Eisenberg), cuyas peripecias lo encaminaron en la construcción de un imperio billonario, y de cómo alguien poco sociable logró conectar a cientos de millones de personas a través de su creación, Facebook.
Ganadora de más de 122 premios internacionales, destaca el récord de ser la única película que ha ganado en absolutamente todas las premiaciones (en las categorías de mejor guion), con un total de 30 victorias. Además fue nombrada la mejor película del 2010, por más de 400 medios y críticos internacionales así como fue catalogada como la mejor película de la década de 2010. En 2024 fue seleccionada para su conservación en los EE. UU. por el National Film Registry de la Biblioteca del Congreso de Estados Unidos, al ser considerada «cultural, histórica o estéticamente significativa».

## Argumento
En el año 2003, el estudiante de la Universidad de Harvard, Mark Zuckerberg (Jesse Eisenberg), tuvo la idea de crear un sitio web para calificar el atractivo de sus compañeras de universidad después de que su novia Erica Albright (Rooney Mara) terminara con él. Con sus habilidades informáticas, Mark logró extraer nombres y fotografías de varias estudiantes desde las bases de datos de los servidores de Harvard. Usando un algoritmo de ranking suministrado por su mejor amigo, Eduardo Saverin (Andrew Garfield), Mark creó una página llamada FaceMash, donde sus compañeros elegían a la chica más atractiva. Finalmente, Mark fue castigado con seis meses de suspensión académica cuando el tráfico de su sitio colapsó la red de Harvard, mientras la mayoría de sus compañeras lo recriminaban.
A pesar de todo, la popularidad de FaceMash y el hecho de que fue creado en una noche, mientras Mark estaba ebrio, llamó la atención de los hermanos gemelos Cameron y Tyler Winklevoss (Armie Hammer y Josh Pence), miembros del equipo de remo de Harvard, y su compañero de negocios Divya Narendra (Max Minghella). Los tres le explicaron a Mark que estaban buscando un programador que llevara a cabo su idea de un nuevo sitio web: Harvard Connection. Al presentarle la idea, Mark decidió ayudarlos.
Poco tiempo después, Mark se acercó a su amigo Eduardo, quien recientemente había sido invitado al club social The Phoenix – S K Club. Mark tenía una idea de lo que él llamaba «thefacebook», una herramienta de conexiones sociales en línea exclusiva para los estudiantes de Harvard. Según él, este sistema permitiría a las personas compartir cierta información sin que invadieran su privacidad. Eduardo estuvo de acuerdo en ayudarlo, suministrándole mil dólares para comenzar el proyecto. Mark y Eduardo finalmente crearon thefacebook (lo que más tarde sería Facebook), distribuyendo el enlace con los contactos de Eduardo en The Phoenix – S K Club.
El sitio se hizo popular rápidamente entre el alumnado de Harvard. Cuando Narendra supo sobre el lanzamiento de thefacebook, le dijo a los gemelos Winklevoss que Mark les había robado su idea, por lo que Tyler y Divya planean demandar a Mark por robo de propiedad intelectual, pero Cameron se opone.

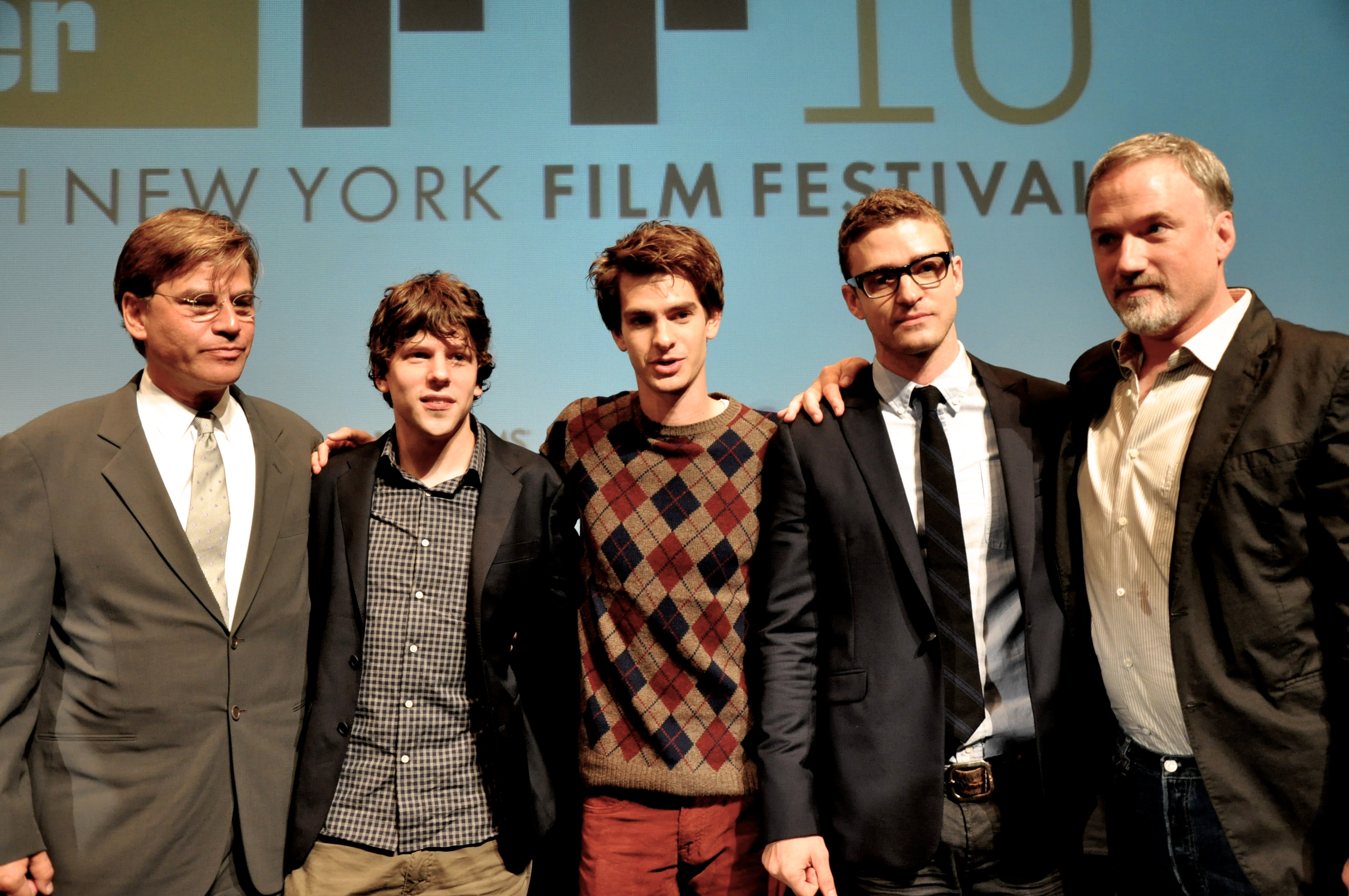
Aaron Sorkin, Jesse Eisenberg, Andrew Garfield, Justin Timberlake y David Fincher en el estreno de la película en el Festival de Cine de Nueva York.

Durante una conferencia de Bill Gates (Steve Sires) la estudiante de Harvard, Christy Lee (Brenda Song) y su mejor amiga, Alice (Malese Jow), se presentaron ante Eduardo y Mark. Lee les pidió que las buscaran en thefacebook, lo cual los impresionó. Mientras bebían con Christy y Alice, Mark fue hasta donde su exnovia Erica, que no sabía de la existencia de thefacebook para disculparse con ella. Mark decidió expandir el sitio a más escuelas. Mark, Christy y Eduardo regresaron después a la habitación de Mark, donde perfilaron la estructura de la compañía y el plan para progresar.
La popularidad de thefacebook seguia creciendo al llegar a otros centros académicos del noreste de Estados Unidos, como Yale, Columbia y Stanford, mientras los hermanos Winklevoss y Narendra se ofuscaban cada vez más al ver que «su» idea avanzaba sin ellos. Tyler se negaba a demandarlos, pero acusó a Mark de vulnerar el código de conducta de los estudiantes de Harvard. Gracias a los contactos de sus padres, lograron reunirse con el presidente de Harvard, Larry Summers (Douglas Urbanski), quien desestimó cualquier acción disciplinaria contra el sitio The Facebook. A través de Christy Lee, ahora novia de Eduardo, este y Mark se reunieron con el cofundador del sitio Napster, Sean Parker (Justin Timberlake), pero Eduardo desconfia de este por su problemática historia personal y profesional. Mark, sin embargo, quedó impresionado con Parker desde que le presentó una visión similar de Facebook y aunque no se llegó a ningún acuerdo, Parker sugirió que quitaran la palabra «the» de thefacebook para hacer el nombre más simple: Facebook.
Mientras Eduardo permanecía en Nueva York, Mark y Dustin Moskovitz (Joseph Mazzello) mudaron las oficinas de la compañía a Palo Alto por sugerencia de Sean. Cuando Eduardo los visitó desde Nueva York, se enfureció al ver a Sean Parker viviendo en la casa y tomando decisiones sobre el negocio de Facebook. Luego de una discusión con Mark, Eduardo congeló la cuenta bancaria que había abierto para la compañía y regresó a Nueva York. Una vez allí, Eduardo y Christy tuvieron una discusión por el perfil de él en Facebook al ver que salia como soltero, por lo que Christy terminó quemando un pañuelo que él le había regalado. Mientras Eduardo extinguía el fuego, Mark le reveló por teléfono que ellos tenían el dinero asegurado gracias a un inversor ángel llamado Peter Thiel (Wallace Langham). Posteriormente, Eduardo le informó a Christy que la relación había terminado.
En Inglaterra, después de una competición de remo, los Winklevoss se enfurecieron al ver que Facebook se había expandido a otras universidades del Reino Unido y decidieron presentar una demanda. Mientras tanto, Eduardo se enteró de que Mark y Sean habían reducido su participación en la compañía del 30% a un 0.03% y decidió demandarlos también. En una fiesta donde se celebraba el primer millón de miembros de Facebook, Sean y varios colegas suyos fueron arrestados por posesión de cocaína. Luego Sean habla por telefono con Mark diciendo que logró pagar la fianza.
Durante la película, se muestran escenas de Mark testificando por dos demandas: la de los hermanos Winklevoss y la de Eduardo, este ultimo demandándolo por 600 millones de dólares. En la escena final, su abogada defensora, Marylin Delpy (Rashida Jones) le dice a Mark que llegarán a un acuerdo con Eduardo, debido a que los sórdidos detalles sobre la creación de Facebook jugarían en contra suya frente al jurado.
Cuando su abogada se va, se ve a Mark enviando por Facebook una solicitud de amistad a su exnovia Erica y actualizando la página de su navegador repetidas veces, esperando que ella acepte.
La película termina con un epílogo: Cameron y Tyler Winklevoss recibieron un acuerdo de 65 millones de dólares y firmaron un acuerdo de no divulgación, compitieron en remo en los Juegos Olímpicos de Beijing 2008 quedando en sexto lugar; Eduardo Saverin recibió un acuerdo desconocido en donde fue vuelto a colocar su nombre como cofundador en el encabezado de Facebook; Facebook tiene más de 500 millones de miembros en más de 207 países y está valuado en 25 mil millones de dólares; y Mark Zuckerberg es el multimillonario más joven del mundo.

## Reparto
| Actor             | Personaje                                       |
| ----------------- | ----------------------------------------------- |
| Jesse Eisenberg   | Mark Zuckerberg                                 |
| Andrew Garfield   | Eduardo Saverin                                 |
| Justin Timberlake | Sean Parker                                     |
| Rooney Mara       | Erica Albright                                  |
| Armie Hammer      | Cameron y Tyler Winklevoss                      |
| Josh Pence        | Doble de cuerpo de Hammer para Tyler Winklevoss |
| Max Minghella     | Divya Narendra                                  |
| Brenda Song       | Christy Lee                                     |
| Malese Jow        | Alice Cantwell                                  |
| John Getz         | Sy                                              |
| David Selby       | Gage                                            |
| Dakota Johnson    | Amelia Ritter                                   |
| Joseph Mazzello   | Dustin Moskovitz                                |
| Rashida Jones     | Marylin Delpy                                   |
| Trevor Wright     | Josh Thompson                                   |
| Dustin Fitzsimons | Presidente del The Phoenix S-K Club             |
| Patrick Mapel     | Chris Hughes                                    |
| Douglas Urbanski  | Larry Summers                                   |
| Wallace Langham   | Peter Thiel                                     |
| Denise Grayson    | Gretchen                                        |
| Trevor Wright     | Josh Thompson                                   |
| Shelby Young      | K.C.                                            |

## Producción

### Audición
La búsqueda de actores para The social network comenzó de manera abierta en agosto de 2009 en varios estados de Norteamérica. Shia LaBeouf y Michael Cera fueron considerados para el papel de Mark Zuckerberg. El primero en ser confirmado como parte del elenco fue Jesse Eisenberg en septiembre de 2009. Varios días después, se anunció que el cantante Justin Timberlake y Andrew Garfield interpretarían Sean Parker y Eduardo Saverin. En octubre de 2009, Brenda Song, Rooney Mara, Armie hammer y Josh Pence fueron contratados para el proyecto.

### Filmación
El casting de The social network comenzó en octubre de 2009 en Cambridge, Massachusetts. Las escenas fueron filmadas en los campus de las dos preparatorias de Massachusetts, la Academia Phillips y la Academia Milton.
Las grabaciones continuaron en los cuadrángulos Keyser y Wyman del campus principal de la Universidad Johns Hopkins los días 1, 2, 3 y 4 de noviembre. Esta universidad sirvió para ilustrar la Universidad Harvard en el filme. Entre el 16 y el 22 de noviembre de 2009, el rodaje siguió en la Universidad de Harvard.

### Banda sonora
El 1 de junio de 2010 se anunció que Trent Reznor —del grupo Nine Inch Nails— y Atticus Ross compondrían la música de la película.
La banda sonora de The social network fue lanzada el 28 de septiembre de 2010 en diversos formatos por el sello The Null Corporation. Al mismo tiempo, cinco piezas del álbum fueron puestas en la página web del sello para descarga gratuita.
La canción «Baby, you're a rich man» concluye el filme, lo cual es llamativo porque The Beatles pocas veces permiten que sus temas sean usados en largometrajes. Esta canción y las diecisiete restantes que aparecen durante la película —algunas de ellas pertenecientes a Bob Marley, 10cc, Gluecifer y The White Stripes— no fueron incluidas en el álbum de la banda sonora.

## Promoción

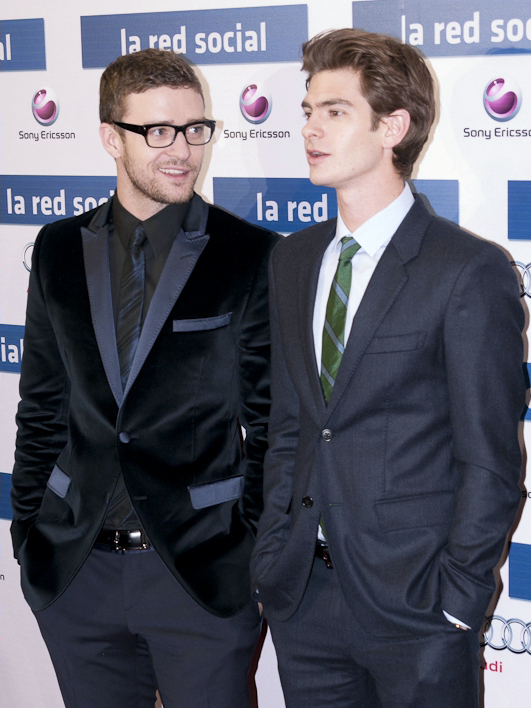
Justin Timberlake y Andrew Garfield promocionando la película en Madrid.

El póster oficial de la cinta fue divulgado por Columbia Pictures el 18 de junio de 2010 y en él se ve el rostro de Jesse Eisenberg cubierto con la frase «You don't get to 500 million friends without making a few enemies» ('No puedes tener 500 millones de amigos sin ganarte algunos enemigos'). Siete días después, comenzó a circular por Internet el teaser de la cinta.
El primer avance de The social network muestra una serie de características que indican la personalidad de Zuckerberg en el momento de la creación de Facebook. En el segundo tráiler se dan a conocer una serie de comentarios de algunos personajes del filme, simulando ser un «muro» de Facebook. En el tercer avance se vieron con más detalle algunas escenas de la película acompañadas por la canción «Creep», original de la banda Radiohead, versionada en esta ocasión por el grupo belga Scala & Kolacny Brothers. El cuarto tráiler fue aún más resumido que el anterior, pero se mostraron algunas escenas con más detalle al ritmo de la canción «Power» del rapero Kanye West.

## Recepción

### Respuesta de los aludidos
El guion fue filtrado en línea en julio de 2009. En noviembre del mismo año, el productor ejecutivo Kevin Spacey dijo: «The social network probablemente será mucho más divertida que lo que la gente podría esperar». The Cardinal Courier declaró que la película hablaba sobre codicia, obsesión, imprevisibilidad y sexo, pero cuestionó: «Aunque hay más de 500 millones de usuarios en Facebook, ¿significa que Facebook puede convertirse en un rentable éxito de taquilla?». El 2 de junio de 2010, en una conferencia D8 presentada por D: All Things Digital, la anfitriona Kara Swisher habló con Zuckerberg, quien aseguró no sentirse feliz con la película basada en él, a lo que dijo: «Simplemente quería que nadie hiciera una película de mí mientras yo aún estaba vivo». Zuckerberg declaró a Oprah Winfrey que el drama y el mundo fiestero de la película es principalmente ficción, explicando: «Esta es mi vida, así que sé que no es tan dramática». Conversando con la audiencia en la Universidad de Stanford, Zuckerberg declaró que la película representó sus motivaciones para crear Facebook imprecisamente; en lugar de un esfuerzo para conseguir chicas, dijo que creó el sitio porque disfruta construyendo cosas. Sin embargo, añadió que la película representa con precisión su guardarropa de la vida real, diciendo: «Es interesante cómo se han centrado en conseguir lo correcto, como cada simple camiseta y chaqueta que tenían en esa película es en realidad una camisa o un paño grueso y suave que me pertenece».
El cofundador de Facebook, Dustin Moskovitz, también se refirió a la película: «Es una dramatización de la historia... Es interesante ver mi pasado reescrito en una forma que enfatiza las cosas que no importan, (como los Winklevosses, a quienes nunca he conocido y todavía no toman parte en el trabajo que hicimos para crear el sitio durante los últimos 6 años), y deja fuera las cosas que realmente lo son (como varias personas en nuestra vida en ese momento), quienes nos ayudaron en maneras innumerables». Según Moskovitz:

Un montón de cosas emocionantes pasó en 2004, pero sobre todo que acabamos trabajando mucho y estresados por las cosas; la versión en el tráiler parece algo más emocionante, así que voy a optar por recordar que bebíamos excesivamente y teníamos relaciones sexuales con alumnas... El argumento del libro/guion ataca ligeramente a [Zuckerberg], pero realmente sentí un montón de cualidades positivas salir con veracidad en el tráiler (la banda sonora a un lado). Al final del día, no puede evitar representarle como el genio visionario y encaminado que es.

El cofundador, Eduardo Saverin, dijo que la película «[...] estuvo claramente intencionada para ser entretenida y no un documental de hecho reales».
Sorkin declaró: «No quiero que mi fidelidad sea la verdad; quiero que sea la narración. ¿Cuál es la gran cosa acerca de la exactitud puramente por el amor de la precisión, y no podemos tener la verdad siendo el enemigo de lo bueno?».

### Taquilla
Durante su primer fin de semana en las salas de cine, The social network recaudó $22 445 653, quedando en el primer lugar de la taquilla de Estados Unidos. A nivel mundial el filme recaudó $224 920 315.

### Crítica
| Publicación        | País | Premio                                      | Año  | Puesto |
| ------------------ | ---- | ------------------------------------------- | ---- | ------ |
| Rolling Stone      | EUA  | Las mejores películas del 2010              | 2010 | 1      |
| Metacritic         | EUA  | Las películas con mejores críticas del 2010 | 2011 | 1      |
| Washington Post    | EUA  | Los 10 mejores películas del 2010           | 2010 | 1      |
| The New York Times | EUA  | Las 10 mejores películas del 2010           | 2010 | 1      |
| Los Angeles Times  | EUA  | Las 10 mejores películas del 2010           | 2010 | 1      |

«Codicia, obsesión, imprevisibilidad y sexo» fueron algunos términos usados para describir a The social network antes de su estreno, lo que sorprendió a importantes comerciantes cinematográficos, quienes aseguraron que la película podría ser «aburrida» por tratarse del origen de Facebook. El periódico Cardinal Courier señaló al respecto: «Aunque hay más de 300 millones de usuarios en Facebook, ¿eso significa que The Social Network puede convertirse en un rentable éxito de taquilla?». En respuesta a estas afirmaciones, el productor, Kevin Spacey, señaló que The social network sería mucho más divertida que lo que la gente esperaba.
Luego de su primera exhibición en el Festival de Cine de Nueva York el 24 de septiembre de 2010, la cinta recibió críticas mayoritariamente positivas. Peter Travers, de la revista Rolling Stone, le otorgó la máxima calificación (cinco estrellas). Por su parte, Manohla Dargis, de The New York Times, la calificó con una A. Roger Ebert, del Chicago Sun-Times, le dio la máxima puntuación y agregó: «Una gran película, no por su estilo deslumbrante o inteligencia visual, sino porque está espléndidamente bien hecha». Justin Chang, crítico del semanario Variety, opinó: «Continúa la fascinante transición de Fincher de un director de género extraordinario a un imborrable cronista de nuestros tiempos». Kirk Honeycutt, de The Hollywood Reporter, declaró: «Un hipnótico retrato de un hombre que en cualquier otra época quizás sería considerado un loco o un inútil, pero en la era de Internet tiene la agilidad mental para transformar una idea en un imperio». Ángel Ferro, en Sin Permiso, destacó, entre otras cosas, la nula mención a las denuncias y críticas a Facebook en relación al uso de datos personales, aunque consideró muy acertados el bucle y la paradoja implícita respecto al comienzo y el final de la película.
| «The social network is the movie of the year. [...]». ('La red social es la película del año'). Peter Travers (Rolling Stone) | «[...]A brilliant film». ('Un filme brillante'). Frank Rich (The New York Times) |

### Premios
En diciembre de 2010, la National Board of Review of Motion Pictures ('Asociación nacional de críticos de cine de Estados Unidos') seleccionó a The social network como mejor película, a David Fincher como mejor director, a Jesse Eisenberg como mejor actor y a Aaron Sorkin como mejor guion adaptado. También en diciembre, la Asociación de Críticos de Cine de Los Ángeles anunció que sus premios a la mejor película, mejor guion y mejor música serían entregados a The social network en una ceremonia que se realizó el 15 de enero de 2011 en la ciudad de Los Ángeles. En la Costa Este de los Estados Unidos, el Círculo de Críticos Cinematográficos de Nueva York premió a The social network en las categorías de mejor película y mejor director.
En Europa, la cinta recibió cuatro premios de parte del Círculo de Críticos Cinematográficos de Londres, incluyendo el de mejor película, mejor director, mejor guion y mejor actor de reparto a Andrew Garfield.
Óscar 2010
| Categoría            | Nominado                                                   | Resultado |
| -------------------- | ---------------------------------------------------------- | --------- |
| Mejor película       | Mejor película                                             | Nominado  |
| Mejor director       | David Fincher                                              | Nominado  |
| Mejor actor          | Jesse Eisenberg                                            | Nominado  |
| Mejor guion adaptado | Aaron Sorkin                                               | Ganador   |
| Mejor banda sonora   | Trent Reznor, Atticus Ross                                 | Ganador   |
| Mejor cinematografía | Jeff Cronenweth                                            | Nominado  |
| Mejor montaje        | Angus Wall, Kirk Baxter                                    | Ganador   |
| Mejor sonido         | Ren Klyce, David Parker, Michael Semanick, Mark Weingarten | Nominados |

Globo de Oro 2011
| Categoría                | Nominado                 | Resultado |
| ------------------------ | ------------------------ | --------- |
| Mejor película dramática | Mejor película dramática | Ganadora  |
| Mejor director           | David Fincher            | Ganador   |
| Mejor actor - Drama      | Jesse Eisenberg          | Nominado  |
| Mejor actor de reparto   | Andrew Garfield          | Nominado  |
| Mejor banda sonora       | Trent Reznor             | Ganador   |
| Mejor guion              | Aaron Sorkin             | Ganador   |

Premios César
| Año  | Categoría                 | Resultado |
| ---- | ------------------------- | --------- |
| 2010 | Mejor película extranjera | Ganadora  |

BAFTA 2010
| Categoría                     | Nominado                | Resultado |
| ----------------------------- | ----------------------- | --------- |
| Mejor película                | Mejor película          | Nominada  |
| Mejor director                | David Fincher           | Ganador   |
| Mejor actor                   | Jesse Eisenberg         | Nominado  |
| Mejor actor de reparto        | Andrew Garfield         | Nominado  |
| Mejor guion adaptado          | Aaron Sorkin            | Ganador   |
| Mejor montaje                 | Angus Wall, Kirk Baxter | Ganador   |
| Mejor Orange Wednesday Rising | Andrew Garfield         | Nominado  |

55.ª edición de los Premios Sant Jordi
| Categoría                 | Resultado |
| ------------------------- | --------- |
| Mejor película extranjera | Ganadora  |